# Gunnar Berg (pedagog)
Gunnar Berg, född 1947, är en svensk professor i pedagogik, verksam vid Mittuniversitetet. Områden han intresserat sig särskilt för är rektorsrollen, där han framhåller komplexiteten, och skolinspektionen, som han menar bör reformeras. Om skolutveckling har han bland annat sagt att det till stor del handlar om att upptäcka och erövra det "frirum" som finns mellan skolans yttre och inre gränser, där de yttre gränserna har att göra med skolan som institution och de inre gränserna markeras av skolors interna kulturer.